# Utricularia pulchra
Utricularia pulchra är en tätörtsväxtart som beskrevs av Peter Geoffrey Taylor. Utricularia pulchra ingår i släktet bläddror, och familjen tätörtsväxter. Inga underarter finns listade i Catalogue of Life.